# Antigua Casa de la Moneda
La casa de la Moneda fue un edificio de la ciudad española de Madrid que estaba ubicado donde hoy se encuentran los Jardines del Descubrimiento.

## Historia

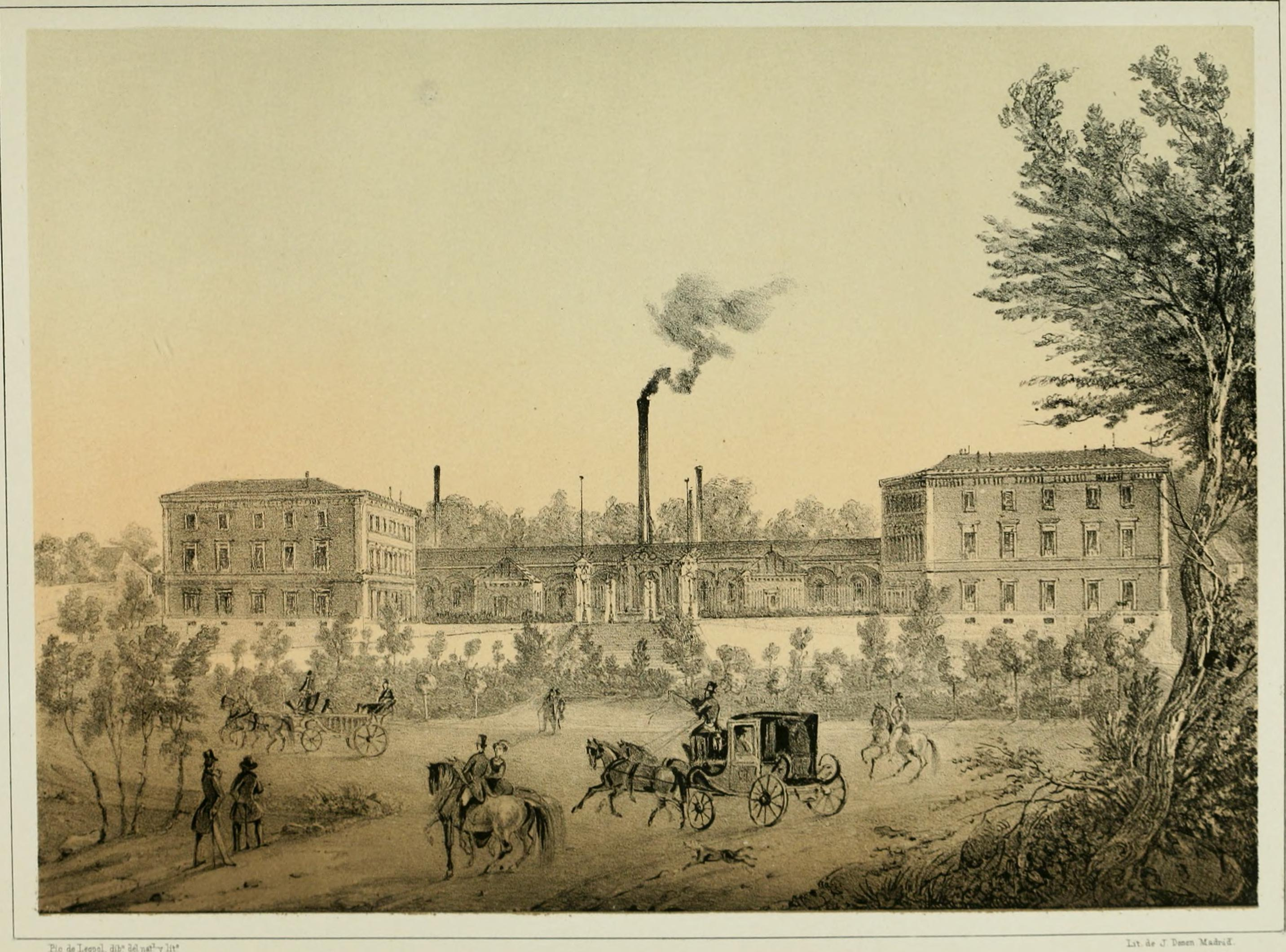
Casa de la Moneda hacia 1864

Construida en el siglo XIX, fue la antigua sede de la Real Casa de la Moneda de España. Su erección se inició en 1856, siendo el director de las obras Francisco Jareño. Fue inaugurado en 1861 por Isabel II. En 1964 se materializó el traslado de la sede de la institución a la calle del Doctor Esquerdo. En 1970 el edificio fue demolido y en el solar resultante se levantaron los Jardines del Descubrimiento, en la plaza de Colón.
Este edificio sustituyó a la antigua ceca establecida en la calle de Segovia.[cita requerida]